# Хумал, Арнольд Константинович
Арнольд Константинович Хумал (Тудеберг) (эст. Arnold Humal; 10 марта 1908, Ревель — 13 декабря 1987, Таллин) — эстонский советский математик, академик АН Эстонской ССР (1951). Заслуженный деятель науки Эстонской ССР (1978).

## Биография
Среднее образование получил в Гимназии Густава Адольфа (1925).
После окончания в 1929 году Тартуского университета преподавал там же (с 1940 года — профессор). С 1944 года — профессор Таллинского политехнического института. В 1947—1949 гг. — директор Института физики, математики и механики АН Эстонской ССР. С 1953 — вице-президент АН Эстонской ССР.
Похоронен на Лесном кладбище Таллина

## Научные интересы
Основные труды посвящены теории интерполяции (типы квадратурных формул, оценка их остаточных членов), номографии (номографич. решение общего ур-ния пятой степени) и начертательной геометрии (развитие аксонометрии в центральной проекции).